# Mitreni
Mitreni è un comune della Romania di 4 387 abitanti, ubicato del distretto di Călărași, nella regione storica della Muntenia.
Il comune è formato dall'unione di 3 villaggi: Clătești, Mitreni, Valea Roșie.